# Дикая Роза (фильм)
«Дикая Роза» (англ. Wild Rose) — кинофильм режиссёра Тома Харпера, вышедший на экраны в 2018 году.

## Сюжет
Молодая жительница Глазго выходит из тюрьмы, где провела последний год по обвинению в распространении наркотиков. Она мечтает поехать в Нашвилл и стать известной кантри-певицей. Дома, однако, её ждут двое детей, за которыми всё это время присматривала бабушка Мэрион. Мать ожидает от Роуз-Линн, что та остепениться и станет по-настоящему заботиться о детях, однако этому мешает буйный нрав начинающей певицы. Её не берут в ночной клуб, где она раньше выступала, поэтому она вынуждена устроиться приходящей уборщицей в дом богатой женщины по имени Сюзанна. Та очень близко принимает к сердцу увлечённость Роуз-Линн музыкой и решает поспособствовать её продвижению...

## В ролях
- Джесси Бакли — Роуз-Линн
- Джули Уолтерс — Мэрион, мать Роуз-Линн
- Софи Оконедо — Сюзанна
- Джейми Сивес — Сэм
- Крейг Паркинсон — Алан
- Джеймс Харкнесс — Эллиот
- Джейни Годли — барменша
- Дейзи Литтлфилд — Вайнона, дочь Роуз-Линн
- Адам Митчелл — Лайл, сын Роуз-Линн

## Релиз
Мировая премьера фильма состоялась 8 сентября 2018 года на Международном кинофестивале в Торонто. Великобритании фильм вышел 12 апреля 2019 года. В России фильм вышел в онлайн-кинотеатрах 18 июня 2020 года.

## Награды и номинации
- 2019 — приз лучшей актрисе (Джесси Бакли) Дублинского кинофестиваля.
- 2019 — две премии BAFTA Scotland за лучший фильм и за лучшую женскую роль (Джесси Бакли).
- 2019 — Премия британского независимого кино за лучшую музыку (Джек Арнольд), а также 9 номинаций: лучший британский независимый фильм, лучший сценарий (Николь Тейлор), лучший дебютный сценарий (Николь Тейлор), лучшая актриса (Джесси Бакли), лучшая актриса второго плана (Джули Уолтерс), лучший подбор актёров (Калин Кроуфорд), лучший дизайн костюмов (Анна Роббинс), лучший грим и причёски (Джоди Уильямс), лучший звук.
- 2019 — в десятке лучших независимых фильмов года по версии Национального совета кинокритиков США.
- 2020 — номинация на премию BAFTA за лучшую женскую роль (Джесси Бакли).
- 2020 — премия Ирландской киноакадемии за лучшую женскую роль (Джесси Бакли).
- 2020 — три номинации на премию Лондонского кружка кинокритиков: лучший британский или ирландский фильм года, лучшая британская или ирландская актриса года (Джесси Бакли), прорыв британского или ирландского кинематографиста (Николь Тейлор).
- 2020 — премия «Выбор критиков» за лучшую песню (Glasgow (No Place Like Home)).